# Aptesis plana
Aptesis plana är en stekelart som först beskrevs av Joseph Kriechbaumer 1893.  Aptesis plana ingår i släktet Aptesis och familjen brokparasitsteklar. Inga underarter finns listade.